# Phalloplastik
Phalloplastik er en kirurgisk procedure, der bruges til at konstruere eller skabe en penis. Den udføres ofte som en del af kønsbekræftende behandling for transmaskuline personer, men kan også anvendes til at genopbygge kønsorganer efter traumer, medfødte misdannelser eller kræft.  

## Procedure
Phalloplastik indebærer typisk anvendelsen af væv fra en anden del af kroppen, såsom underarmen, låret eller ryggen, til at skabe en ny penis. Operationen kan omfatte flere trin, såsom dannelse af urinrør, placering af et implantat for erektion og forbedring af følsomheden.  

## Anvendelse
- Kønsbekræftende behandling for transmaskuline personer.
- Rekonstruktion efter traumer eller operationer.
- Behandling af medfødte tilstande som hypospadi eller epispadi.

## Risici og komplikationer
Som med alle større operationer kan phalloplastik medføre risici, såsom infektion, vævsafstødning eller komplikationer ved urinrørsrekonstruktion.  